# Francesc Ros
|  | Aquest article tracta sobre el jesuïta català. Si cerqueu el boxejador català, vegeu «Francesc Ros i Murtra». |

Francesc Ros (Girona, 1557 - Kodungal·lur, 1624) va ser un missioner jesuïta català, hàbil coneixedor de les llengües siríaca, caldea i malabàrica.
Va ser enviat a les Índies Orientals, i se li confià tota aquella província que comprenia les illes Malabars. Encarregat pel rei de Portugal d'una ambaixada al Zamorin - rei de Calicut -, va concretar la pau entre les dues nacions, signant-se per ambdues parts. Va ser nomenat per Aleixo de Meneses de l'orde de Sant Agustí i arquebisbe de Goa, administrador de l'Església i diòcesi d'Angamaly, i després Felip III de Castella, a petició del poble, el va nomenar arquebisbe d'aquesta, elecció que va confirmar Climent VIII suprimint el nom d'arquebisbe i donant-li el de bisbe. Va ser consagrat a Goa el 1601. Després Pau V el 1605 havent traslladat la catedral des d'Angamala a Crangram li va donar el títol d'arquebisbe d'aquesta ciutat, per mort del seu arquebisbe Abraam. Va escriure un catecisme en llengua malabàrica que va traduir després en siríac per a ús dels rectors d'Angamala. Compongué també, d'acord amb el ritu romà, un missal, un breviari i un ritual.